# Храброво (Дмитровский городской округ)
Храброво — село в Дмитровском районе Московской области. До 1954 года Храброво было центром Храбровского сельсовета. В 1994—2006 годах Храброво входило в состав Подъячевского сельского округа. Население — 84 чел. (2010). 
В деревне находилась усадьба Оболенских Храброво (частично сохранился регулярный парк), действует Покровская церковь 1800 года постройки.

## Расположение
Село расположено в юго-западной части района, примерно в 15 км на юго-запад от города Яхромы, на водоразделе Лутосни и её левого притока Субыч, высота центра над уровнем моря 227 м. 
Ближайшие населённые пункты — Фёдоровка на северо-западе, Подъячево на севере и Ивлево на юго-востоке. Через село проходит региональная автодорога Рогачёвское шоссе.

## История
Храброво Каменского стана упоминается по приправочным книгам 1562 года. В начале XVII века принадлежало Крюковым.

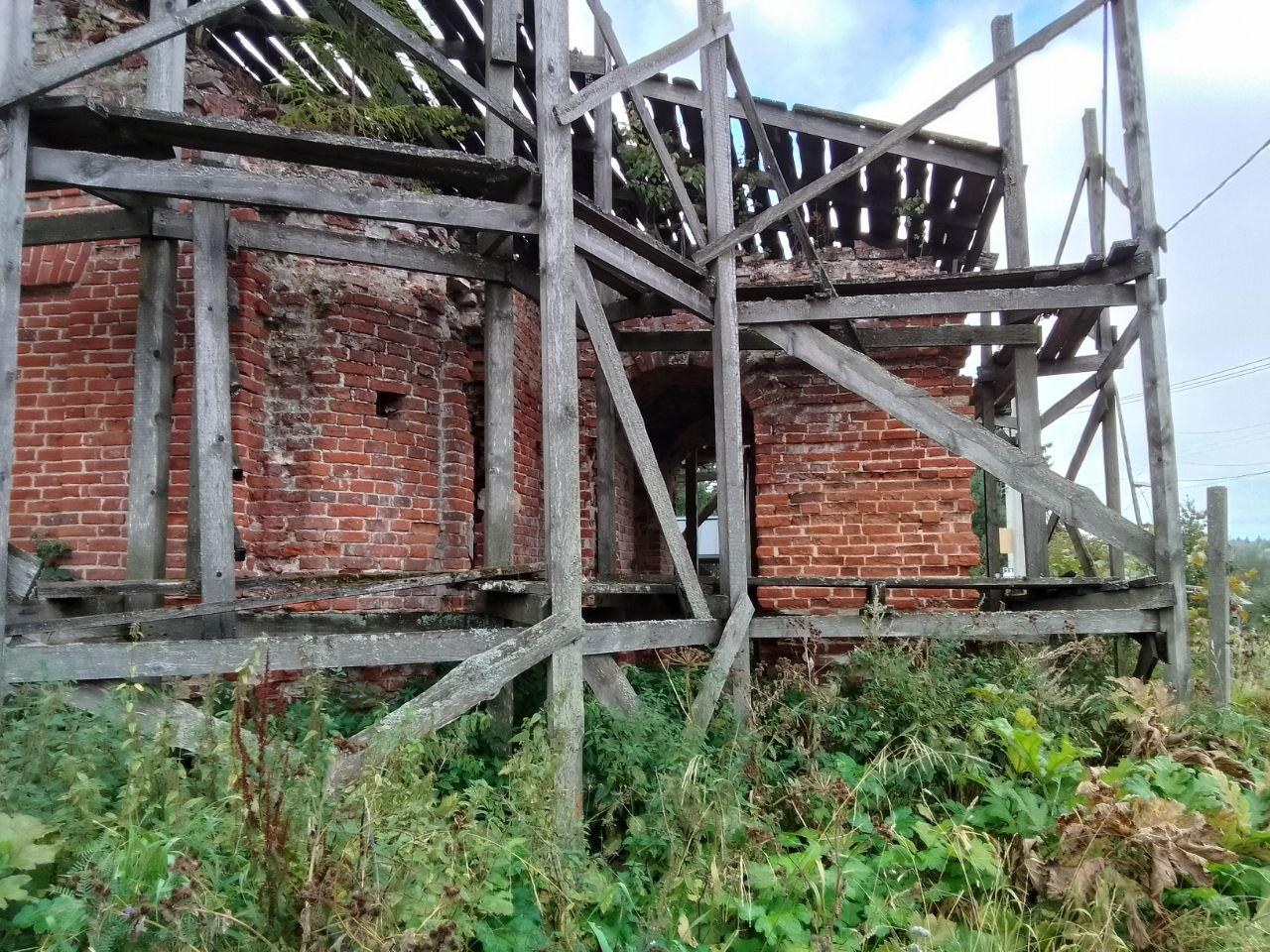
Разрушенный Храм Покрова Пресвятой Богородицы в Храброво

Первыми владельцами усадьбы Храброво были князья Оболенские. В 1770-х годах комплекс усадьбы Храброво включал деревянный господский дом и деревянную церковь; при доме был разбит регулярный парк. Около 1800 года на средства Оболенских была выстроена Покровская церковь. Объёмное («восьмерик на четверике») и планировочное решение здания храма характерно для барокко, обработка фасадов — классицистическая. Примерно в это же время в камне был перестроен и главный дом усадьбы. Это было каменное одноэтажное здание с деревянным мезонином. С конца XIX века до 1917 года усадьба принадлежала семье Лазаревых. С 1930-х годах Покровская церковь была закрыта и постепенно разрушалась. На рубеже 1980-х — 1990-х годов был утрачен главный дом усадьбы.
Храброво входило в состав Ольговской волости Дмитровского уезда Московской губернии.
После революции 1917 года формирование Храбровского сельсовета Обольяновской волости.
С 1935 по 1957 год находилось в составе Коммунистического района.
В 1954 году ликвидация Храбровского сельсовета. Село входит в состав укрупнённого Подъячевского сельсовета.
С 2005 по 2018 год находилось в составе городского поселения Яхрома.

## Население
| 2002 | 2006 | 2010 |
| ---- | ---- | ---- |
| 85   | ↗100 | ↘84  |